# Marko Meerits
Marko Meerits (* 26. April 1992 in Tallinn) ist ein estnischer Fußballspieler. Der Torhüter steht seit 2023 beim FC Nõmme United unter Vertrag.

## Karriere

### Verein
Marko Meerits spielte in der Jugend des FC Flora Tallinn. Im Alter von 16 Jahren wechselte er für eine Saison zum FC Valga Warrior aus der zweitklassigen Esiliiga, wo er seine erste Saison im Seniorenbereich spielte. Beim Verein aus Valga, das direkt an der lettisch-estnischen Landesgrenze liegt, kam er auf drei Spiele. Im Jahr 2009 kehrte der großgewachsene Torhüter zurück zum estnischen Rekordmeister, bei dem er in der zweiten Mannschaft zu Einsätzen kam. In der Saison 2010 wurde er unter Trainer Martin Reim in das erste Team hochgezogen und machte dort seine ersten Pflichtspiele in der Meistriliiga; am Ende der Saison wurde er zum ersten Mal Meister in seinem Heimatland. Marko Meerits rotierte beim FC Flora mit Stanislav Pedõk im Tor des Hauptstadtklubs; so stand er beispielsweise in der Europa League Saison 2010/11 im Hinspiel gegen Dinamo Tiflis in der heimischen A. Le Coq Arena im Tor, im Rückspiel in Georgien jedoch Pedõk. Im Estnischen Supercup 2011 im Match gegen den Stadtrivalen Levadia Tallinn stand Meerits zwischen den Pfosten und konnte dort im Elfmeterschießen zwei Elfmeter parieren.
Im Sommer 2011 unterschrieb das Talent aus Estland einen Vertrag bis 2014 bei Vitesse Arnheim aus den Niederlanden. Er debütierte für das Team aus Arnheim am 1. Spieltag der Saison 2011/12 gegen ADO Den Haag. Im Februar 2013 wurde Meerits, der für die Arnheimer bis zu diesem Zeitpunkt vier Spiele in der Eredivisie absolviert hatte, für fünf Monate an seinen früheren Stammverein aus Tallinn dem FC Flora verliehen, da er unter dem neuen Vitesse Trainer Fred Rutten ohne Einsatz blieb. Zur neuen Saison 2013/14 kehrte Meerits zurück nach Arnheim, nachdem er bei Flora in der ersten Saisonhälfte auf 14 Einsätze kam. Im Sommer 2014 wechselte er für zwei Spielzeiten zum niederländischen Zweitligisten FC Emmen. Seitdem spielt er, bis auf eine Ausnahme beim finnischen Verein Vaasan PS, durchgehend wieder für diverse Klubs in den heimischen Ligen.

### Nationalmannschaft
Für Estland spielt er seit der U-17, für die A-Elf wurde er erstmals vom Nationaltrainer Tarmo Rüütli für die Testspiele gegen China und Katar im Dezember 2010 berufen. Neben den beiden anderen Torhütern Artur Kotenko und Pavel Londak war er als dritter Torwart eingeladen worden. Er debütierte gleich im ersten Spiel der Testspielreise gegen China in Zhuhai am 18. Dezember, als er kurz vor Spielende für Pavel Londak eingewechselt wurde. Seitdem kommt er bis zum heutigen Tage in unregelmäßigen Abständen zu weiteren Partien, zuletzt am 12. Januar 2023 beim Testspiel gegen Finnland (1:0).

## Erfolge
- Estnischer Meister: 2010
- Estnischer Pokalsieger: 2011, 2013, 2019
- Estnischer Superpokalsieger: 2011